# Firmament (gewelf)

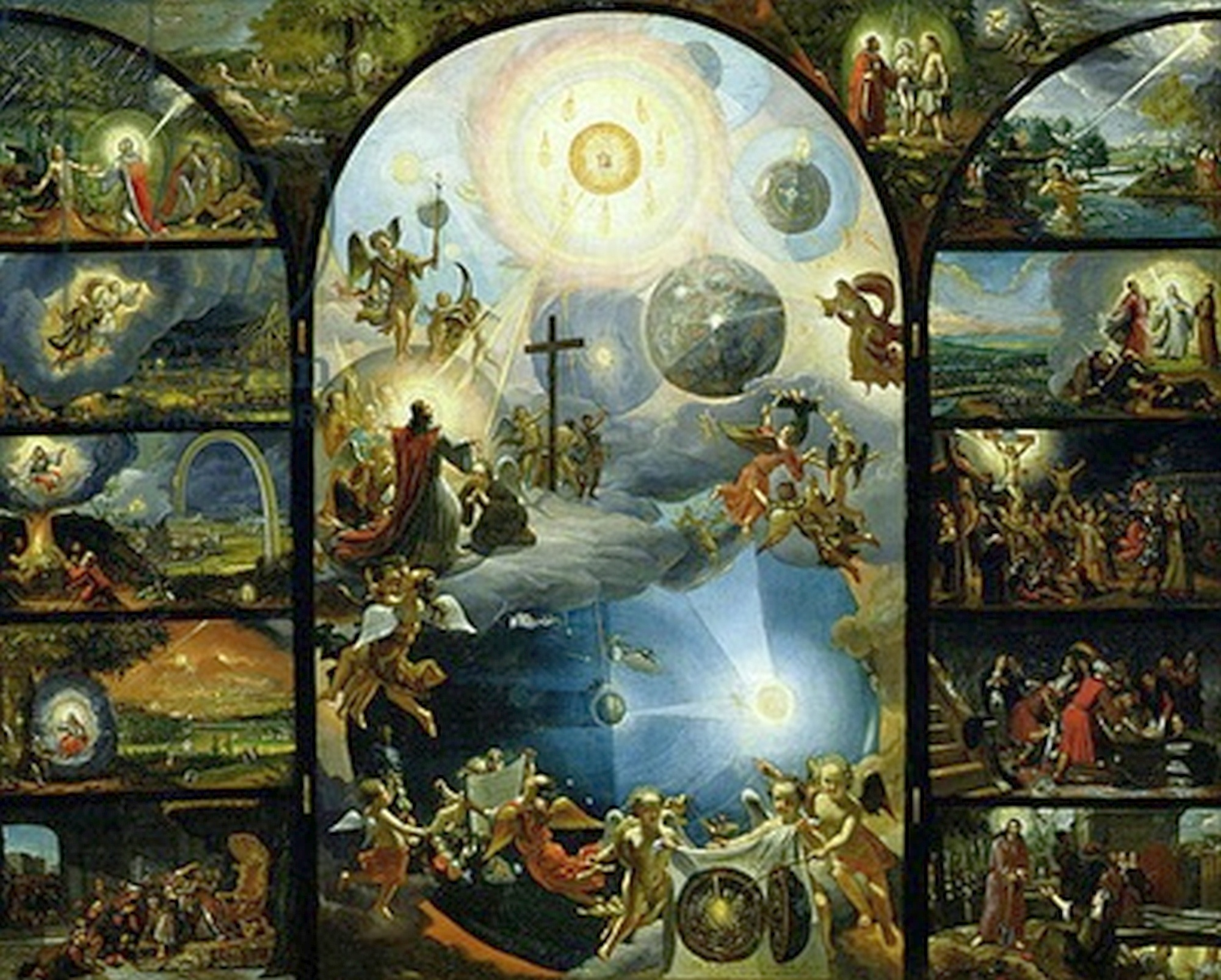
God bevestigt de hemellichamen aan het firmament. (Dominicus van Wijnen)

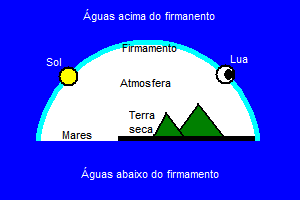
Doorsnede

In de kosmologie van de Bijbel is het firmament, hemelgewelf of uitspansel, de structuur boven de Hemel, bestaande uit een vaste Koepel. God schiep het firmament om de wateren te scheiden. Water boven het firmament en water onder het firmament. Aan het firmament zijn de sterren bevestigd en waarachter wind, regen en sneeuw gelegen waren. Het woord firmament komt van het latijnse woord firmamentum.
Het woord Firmament werd gebruikt in het Late Latijn met "stevige of vaste structuur", afgeleid van het Hebreeuwse raqia, een woord dat zowel voor hemelgewelf als voor de bodem van de aarde in het Oude Testament wordt gebruikt. De vertaling is daarom onzeker.

## Bijbels gebruik
In de Babylonische en Bijbelse wereldbeeld stelt men de hemel voor als een scheiding die het luchtruim van de wereld scheidt van het bovenliggende water.
Het firmament wordt beschreven in Genesis:

En God zei: “Laat er een gewelf zijn in het midden van het water, en laat dat scheiding maken tussen water en water!” En God maakte dat gewelf en maakte scheiding tussen het water dat onder het gewelf is, en het water dat boven het gewelf is. En het was zo.; En God noemde het gewelf hemel. Toen was het avond geweest en het was morgen geweest: de tweede dag.
Het materiaal van firmament wordt omschreven in het boek Job:

Kun jij dan als hij de Hemelkoepel uithameren, die zo hard is als een gegoten spiegel?